# Gonzalo Montiel
Gonzalo Ariel Montiel (sinh ngày 1 tháng 1 năm 1997) là một cầu thủ bóng đá chuyên nghiệp người Argentina hiện đang thi đấu ở vị trí hậu vệ phải cho câu lạc bộ La Liga Sevilla và đội tuyển bóng đá quốc gia Argentina.

## Thống kê sự nghiệp

### Câu lạc bộ
Tính đến ngày 19 tháng 5 năm 2024
| Câu lạc bộ               | Mùa giải            | Giải đấu                   | Giải đấu | Giải đấu | Cúp quốc gia | Cúp quốc gia | Châu lục | Châu lục | Khác | Khác | Tổng cộng | Tổng cộng |
| Câu lạc bộ               | Mùa giải            | Hạng                       | Trận     | Bàn      | Trận         | Bàn          | Trận     | Bàn      | Trận | Bàn  | Trận      | Bàn       |
| ------------------------ | ------------------- | -------------------------- | -------- | -------- | ------------ | ------------ | -------- | -------- | ---- | ---- | --------- | --------- |
| River Plate              | 2016                | Argentine Primera División | 1        | 0        | 0            | 0            | 0        | 0        | 0    | 0    | 1         | 0         |
| River Plate              | 2016–17             | Argentine Primera División | 4        | 0        | 5            | 0            | 3        | 1        | –    | –    | 12        | 1         |
| River Plate              | 2017–18             | Argentine Primera División | 15       | 0        | 6            | 0            | 6        | 0        | 1    | 0    | 28        | 0         |
| River Plate              | 2018–19             | Argentine Primera División | 12       | 0        | 5            | 0            | 13       | 0        | 3    | 0    | 33        | 0         |
| River Plate              | 2019–20             | Argentine Primera División | 19       | 0        | 0            | 0            | 8        | 0        | –    | –    | 27        | 0         |
| River Plate              | 2020–21             | Argentine Primera División | 9        | 0        | 1            | 0            | 10       | 1        | –    | –    | 20        | 1         |
| River Plate              | 2021                | Argentine Primera División | 12       | 3        | 1            | 0            | 5        | 1        | –    | –    | 18        | 4         |
| River Plate              | Tổng cộng           | Tổng cộng                  | 72       | 3        | 18           | 0            | 45       | 3        | 4    | 0    | 139       | 6         |
| Sevilla                  | 2021–22             | La Liga                    | 18       | 1        | 4            | 0            | 6        | 0        | –    | –    | 28        | 1         |
| Sevilla                  | 2022–23             | La Liga                    | 28       | 0        | 4            | 0            | 11       | 1        | –    | –    | 43        | 1         |
| Sevilla                  | 2023–24             | La Liga                    | 0        | 0        | 0            | 0            | 0        | 0        | 1    | 0    | 1         | 0         |
| Sevilla                  | Tổng cộng           | Tổng cộng                  | 46       | 1        | 8            | 0            | 17       | 1        | 1    | 0    | 72        | 2         |
| Nottingham Forest (mượn) | 2023–24             | Premier League             | 14       | 0        | 4            | 0            | —        | —        | 1    | 0    | 19        | 0         |
| Tổng cộng sự nghiệp      | Tổng cộng sự nghiệp | Tổng cộng sự nghiệp        | 132      | 4        | 30           | 0            | 62       | 4        | 6    | 0    | 230       | 8         |

1. 1 2 3 4 5 6  Ra sân ở Copa Libertadores
2. ↑  Ra sân ở Supercopa Argentina
3. ↑  1 lần ra sân ở FIFA Club World Cup, 1 lần ra sân ở Copa de la Superliga, 1 lần ra sân ở Recopa Sudamericana
4. ↑  4 lần ra sân ở UEFA Champions League, 2 lần ra sân ở UEFA Europa League
5. ↑  4 lần ra sân và 1 bàn thắng UEFA Champions League, 7 lần ra sân ở UEFA Europa League
6. ↑  Ra sân ở UEFA Super Cup
7. ↑  1 lần ra sân ở EFL Cup

### Quốc tế
Tính đến ngày 14 tháng 7 năm 2024
| Đội tuyển quốc gia | Năm  | Trận | Bàn |
| ------------------ | ---- | ---- | --- |
| Argentina          | 2019 | 4    | 0   |
| Argentina          | 2020 | 4    | 0   |
| Argentina          | 2021 | 5    | 0   |
| Argentina          | 2022 | 9    | 0   |
| Argentina          | 2023 | 2    | 1   |
| Argentina          | 2024 | 8    | 0   |
| Tổng               | Tổng | 32   | 1   |

Tính đến ngày 28 tháng 3 năm 2023
Bàn thắng và kết quả của Argentina được để trước.
| # | Ngày                | Địa điểm                                                             | Số trận | Đối thủ | Bàn thắng | Kết quả | Giải đấu |
| - | ------------------- | -------------------------------------------------------------------- | ------- | ------- | --------- | ------- | -------- |
| 1 | 28 tháng 3 năm 2023 | Sân vận động Único Madre de Ciudades, Santiago del Estero, Argentina | 23      | Curaçao | 7–0       | 7–0     | Giao hữu |

## Danh hiệu

### Câu lạc bộ
River Plate
- Argentine Primera División: 2021
- Copa Argentina: 2015–16, 2016–17,[4] 2018–19
- Supercopa Argentina: 2017, 2019
- Copa Libertadores: 2018[5]
- Recopa Sudamericana: 2016, 2019

Sevilla
- UEFA Europa League: 2022–23[6]
- UEFA–CONMEBOL Club Challenge: 2023[7]

### Đội tuyển quốc gia
Argentina
- FIFA World Cup: 2022[8]
- Copa América: 2021, 2024[9]
- CONMEBOL–UEFA Cup of Champions: 2022[10]